# Silas, Alabama
Silas är en ort i Choctaw County i Alabama. Orten fick sitt namn efter bosättaren Silas Shoemaker som utsågs till postmästare år 1890. Enligt 2020 års folkräkning hade Silas 377 invånare.